# Benarrabá
Benarrabá – gmina w Hiszpanii, w prowincji Malaga, w Andaluzji, o powierzchni 24,9 km². W 2011 roku gmina liczyła 559 mieszkańców.